# Woogsberg
Der Woogsberg ist ein 184 m ü. NHN hoher Berg im nordwestlichen Odenwald, ca. 1,5 km östlich von Darmstadt. Er liegt in der Waldgemarkung Darmstadt und ist stark bewaldet. Unmittelbar nördlich des Woogsbergs verläuft die L 3094 (Dieburger Straße). Östlich des Woogsbergs befindet sich der Hitzberg. Ca. 2 km östlich des Woogsbergs befindet sich die Grube Prinz von Hessen. Südlich des Berges beginnt das Naturschutzgebiet Scheftheimer Wiesen mit dem Ruthsenbach. Westlich des Woogsbergs befindet sich der Steinbrücker Teich.

## Toponyme
1. undatiert: Woogsberg
2. heute: Woogsberg

## Etymologie
Althochdeutsch wâg, wâc mit der Bedeutung „Wasser, Flut, See“.
Mittelhochdeutsch wâc mit der Bedeutung „bewegtes, wogendes Wasser, Fluss, Flut, Strom, Strömung, Woge, Meer, See, Teich“.
In Südhessen erscheint das Wort meist mit zu /o/ verdumpftem Stammvokal als Woog.
In der Regel handelt es sich bei Namen als Simplex um Fischteiche oder Stauweiher.
Der Name Woogsberg bezieht sich wahrscheinlich auf den Vorläufer des heutigen Steinbrücker Teichs.